# بازاریابی سلامت
بازاریابی حوزه سلامت یا بازاریابی پزشکی (به انگلیسی: Health marketing) بازاریابی پزشکی یا بازاریابی سلامت رویکردی برای ارتقای سلامت عمومی است که از اصول و تئوری‌های بازاریابی سنتی در کنار استراتژی‌های مبتنی بر علم برای محافظت و ارتقای سلامت جامع‌های مختلف استفاده می‌کند. این موضوع شامل ایجاد، برقراری ارتباط، و ارسال پیام به مردم در مورد پیشگیری، ارتقای سلامت و حفاظت از سلامت است. بازاریابی سلامت سازمان‌ها را قادر می‌سازد تا دستاوردهای خود را در معرض عموم قراردهند، مانند پیشرفت‌های پزشکی. به همین ترتیب، خدمات حفاظت از سلامت، مانند بیمه، نیز از همان اصول بازاریابی بهره می‌برند.
استراتژی بازاریابی از "4P" سنتی بازاریابی پیروی می‌کند، یعنی:
«محصول» مورد نظر در این مورد روش جراحی است.
«مکان» به دسترسی به این رویه اشاره دارد.
«ترفیع» به ایجاد آگاهی و در نتیجه تقاضا اشاره دارد.
«قیمت» به هزینه عمل اشاره دارد به عنوان مثال. پول، زمان، شهرت و غیره
«بازاریابی سلامت» اصطلاحی است که به ندرت در مراقبت‌های بهداشتی عمومی و رشته‌های مرتبط استفاده می‌شود. «بازاریابی اجتماعی» یا «ارتباطات بازاریابی یکپارچه» بیشتر در بهداشت عمومی و سایر رشته‌ها برای اشاره به چارچوب‌های برنامه‌ریزی مبتنی بر بازاریابی برای ارتباطات سلامت عمومی استفاده می‌شود.

## بازاریابی پزشکی در بخش خصوصی
بازاریابی سلامت یا بازاریابی پزشکی شاخه ای تخصصی از بازاریابی است. بازاریابی پزشکی از نیاز متخصصان خصوصی سلامت برای جذب بیماران جدید خلق شده‌است، ویژگی‌های بازار سلامت آن را به نوعی بازاریابی منحصر به فرد تبدیل می‌کند. بازاریابی پزشکی معمولاً خدمات یک تجارت به مصرف‌کننده (B2C) است. مشتریان اصلی این شرکت‌های بازاریابی پزشکی، نسل زد هستند. حدود ۸۵ درصد ازنسل زد گفتند که آنها برای گزینه‌های مراقبت بهداشتی جایگزین مانند پزشکی از راه دور، خدمات اعزام و خدمات مبتنی بر عضویت آماده هستند. بازاریابان و مراقبت‌های بهداشتی مدوبال خدمات پزشکی آفلاین/آنلاین را برای جویندگان مراقبت‌های بهداشتی ارائه می‌دهند. متخصصان مراقبت‌های بهداشتی که از این نوع بازاریابی استفاده می‌کنند معمولاً خدمات مرتبط با زیبایی مانند پزشکی زیبایی، جراحی پلاستیک، جراحی دندان یا پوست و موارد دیگر را ارائه می‌دهند.
آئین‌نامه
در بسیاری از کشورها پرداخت هزینه برای تبلیغات روش‌های پزشکی به ویژه در زیبایی و جراحی پلاستیک ممنوع است. نمایش تصاویر «قبل و بعد» یا اشاره به تیپ بدنی افراد می‌تواند برای جامعه مضر تلقی شود. راه حل یک متخصص مراقبت‌های بهداشتی یا یک آژانس بازاریابی پزشکی، بازاریابی اینستاگرام است، زیرا امروزه بدون نظارت باقی مانده‌است، به عنوان یکی از رسانه‌های اجتماعی در حال رشد سریع، به پزشکان فرصتی برای جذب بیماران جدید از طریق بازاریابی اینستاگرام می‌دهد.

## خطرات و ریسک ها
در حالی که بازاریابی پزشکی می تواند نقش مفیدی در افزایش آگاهی در مورد شرایط و درمان های بهداشتی داشته باشد، خطرات و نگرانی های قابل توجهی در مورد سوء استفاده احتمالی آن وجود دارد. نمونه ای از این بحران، بحران مواد افیونی است که به وضوح عواقب زیانباری را نشان می دهد که از استراتژی های بازاریابی به طور غیرمسئولانه استفاده می شود، یا زمانی که انگیزه های سود جایگزین نتایج بیمار می شود.
بازاریابی تهاجمی توسط شرکت های داروسازی به طور گسترده در افزایش اعتیاد به مواد افیونی نقش دارد. شرکت‌ها از استراتژی‌هایی استفاده می‌کردند که خطر اعتیاد را کم‌اهمیت جلوه می‌داد و مزایای داروهای خود را اغراق‌آمیز می‌کرد، که منجر به تجویز بیش از حد و سوء استفاده می‌شد.
در نتیجه، درخواست‌هایی برای افزایش مقررات بازاریابی مراقبت‌های بهداشتی، عمدتاً در محدود کردن و کدگذاری تعاملات بین نمایندگان فروش و ارائه‌دهندگان پزشکی، نظارت بیشتر بر مواد بازاریابی، و قرار گرفتن در معرض مسئولیت بیشتر در برابر نهادهایی که در روش‌های بازاریابی خود در طراحی کاهش آسیب سهل انگاری می‌کنند، مطرح شده است.

## فهرست منابع
مشارکت‌کنندگان ویکی‌پدیا. «بازاریابی پزشکی یا سلامت». در دانشنامهٔ ویکی‌پدیای انگلیسی، بازبینی‌شده در ۱ اوت ۲۰۲۲.
1. ↑  CDC (۲۰۲۱-۱۲-۰۹). «CDC's Gateway to Communication and Social Marketing Practice». Centers for Disease Control and Prevention (به انگلیسی). دریافت‌شده در ۲۰۲۲-۰۸-۰۱.
2. ↑  Ghanadan, Hamid. "Council Post: Three Things Health Marketers Need To Understand About Gen Z". Forbes (به انگلیسی). Retrieved 2022-08-01.